# 상트페테르부르크 TV 타워
상트페테르부르크 TV 타워(러시아어: Санкт-петербургская телебашня 상트페테르부르그스카야 텔레바시냐[*])는 상트페테르부르크에 있는 310m의 탑이다. 1962년에 소비에트 연방에서 최초로 지어진 TV 타워였다. 지하철 역에서 가장 가까운 곳은 페트로그라츠카야 역이다.

## 같이 보기
- 오스탄키노 타워